# Галичина (журнал)
«Галичина»: Всеукраїнський науковий і культурно-просвітній краєзнавчий часопис. - видається в м.Івано-Франківську, зусиллями колективу  Інститут історії і політології Прикарпатського національного університету імені Василя Стефаника.

## Короткі відомості
Офіційна реєстрація (Реєстраційне свідоцтво ІФ № 339 від 03.12.1996 р.) відбулася 1996 р., а вже наступного було випущено перший номер. Перереєстрація (КВ № 15260-3832 ПР від 05.06.2009 р.) видання була здійснена в 2009 році. Також часопис “Галичина” затверджений  ВАК України фаховим виданням  з історія та мистецтвознавства. 

## Редакція журналу (станом на 2013 рік[2])
Головний редактор: Микола Кугутяк
Відповідальний секретар: Олег Єгрешій
Редакційна рада: Микола Кугутяк, Олег Жерноклеєв, Леонід Зашкільняк (м. Львів), Петро Круль, Василь Марчук, Борис Савчук, Михайло Станкевич (м. Львів), Петро Федорчак, Олександр Козаренко (м. Львів), Мирон Черепанин, Раїса Чугай (м. Львів)
Редакційна колегія: Микола Кугутяк, Ігор Райківський, Олег Єгрешій, Андрій Королько, Олександр Марущенко, Галина Стефанюк, Лілія Шологон